# Poursuite par équipes masculine aux Jeux olympiques d'été de 2024
Cet article traite de l'épreuve masculine. Pour la compétition féminine, voir Poursuite par équipes féminine aux Jeux olympiques d'été de 2024.
Navigation
Tokyo 2020 Los Angeles 2028
La poursuite par équipes masculine, épreuve de cyclisme sur piste des Jeux olympiques d'été de 2024, a lieu du 5 au 7 août 2024 sur le Vélodrome national de Saint-Quentin-en-Yvelines.

## Médaillés
| Or                                                                       | Argent                                                                                        | Bronze                                                                     |
| Australie- Oliver Bleddyn - Sam Welsford - Conor Leahy - Kelland O'Brien | Grande-Bretagne- Ethan Hayter - Charlie Tanfield - Daniel Bigham - Ethan Vernon - Oliver Wood | Italie- Simone Consonni - Filippo Ganna - Francesco Lamon - Jonathan Milan |

## Site de la compétition

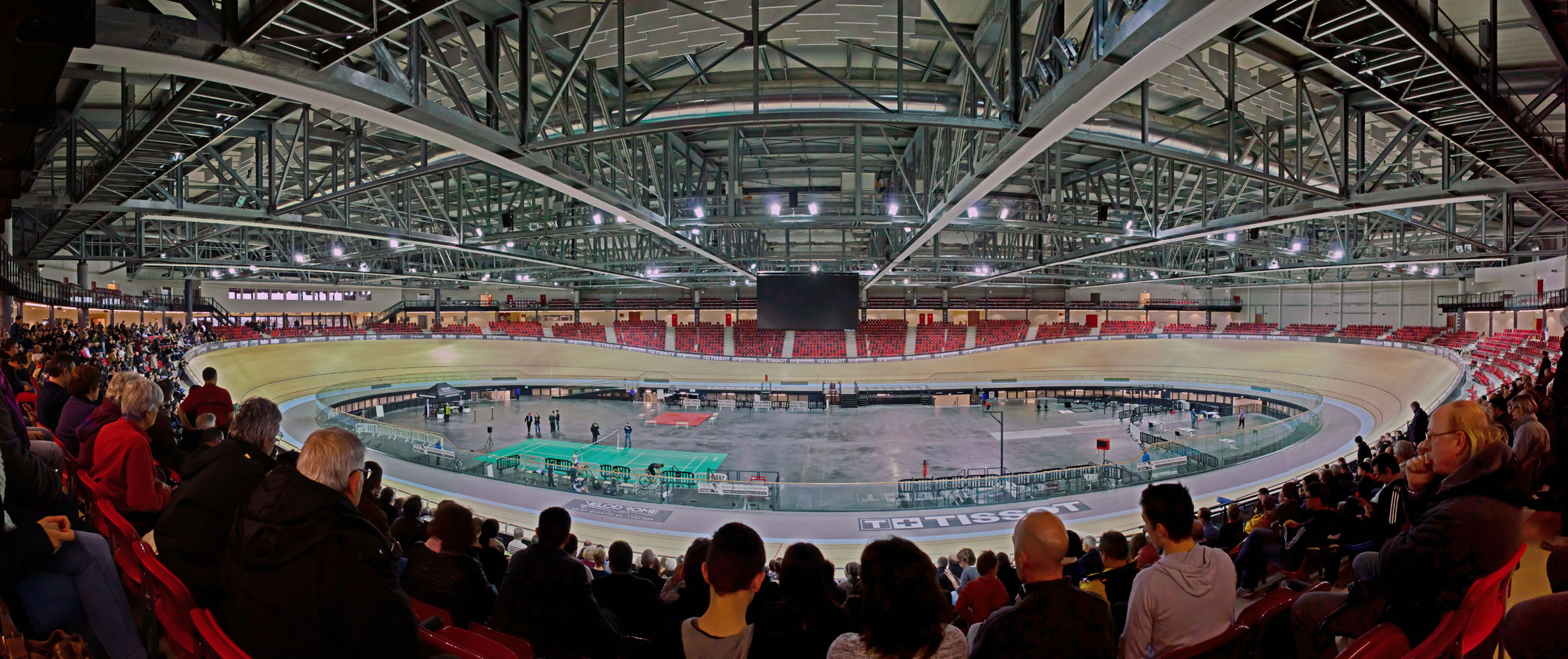
Vélodrome national en 2014.

Les épreuves de cyclisme sur piste ont lieu sur le Vélodrome national de Saint-Quentin-en-Yvelines. Contrairement à ce que son nom laisse supposer, il est situé sur la commune de Montigny-le-Bretonneux à l'ouest de Paris, à 36 km du village olympique. Il a été construit en 2011 et a une capacité de 5 000 spectateurs.

## Programme
| Date            | Horaire | Manche         |
| --------------- | ------- | -------------- |
| Lundi 5 août    | 17 h 00 | Qualifications |
| Mardi 6 août    | 17 h 30 | Premier tour   |
| Mercredi 7 août | 17 h 30 | Finales        |

## Résultats détaillés

### Qualifications
Les qualifications permettent de classer les équipes selon leur temps respectifs. Seules les quatre meilleures équipes à l'issue des qualifications peuvent encore concourir pour la médaille d'or. Les autres ne peuvent pas obtenir mieux que le bronze.
| Rang | Pays             | Cyclistes                                                                     | Résultat       | Notes |
| ---- | ---------------- | ----------------------------------------------------------------------------- | -------------- | ----- |
| 1    | Australie        | Oliver Bleddyn Sam Welsford Conor Leahy Kelland O'Brien                       | 3 min 42 s 958 | Q     |
| 2    | Grande-Bretagne  | Ethan Hayter Oliver Wood Daniel Bigham Ethan Vernon                           | 3 min 43 s 241 | Q     |
| 3    | Danemark         | Tobias Aagaard Hansen Niklas Larsen Carl-Frederik Bévort Rasmus Lund Pedersen | 3 min 43 s 690 | Q     |
| 4    | Italie           | Simone Consonni Filippo Ganna Francesco Lamon Jonathan Milan                  | 3 min 44 s 351 | Q     |
| 5    | France           | Thomas Boudat Benjamin Thomas Thomas Denis Valentin Tabellion                 | 3 min 45 s 514 | Q     |
| 6    | Nouvelle-Zélande | Aaron Gate Keegan Hornblow Tom Sexton Campbell Stewart                        | 3 min 45 s 616 | Q     |
| 7    | Belgique         | Lindsay De Vylder Fabio Van den Bossche Tuur Dens Noah Vandenbranden          | 3 min 47 s 232 | Q     |
| 8    | Canada           | Dylan Bibic Mathias Guillemette Michael Foley Carson Mattern                  | 3 min 48 s 964 | Q     |
| 9    | Allemagne        | Roger Kluge Tim Torn Teutenberg Tobias Buck-Gramcko Theo Reinhardt            | 3 min 50 s 083 |       |
| 10   | Japon            | Shunsuke Imamura Kazushige Kuboki Eiya Hashimoto Shinji Nakano                | 3 min 53 s 489 |       |

### Premier tour
Le premier tour consiste en cinq duels. Les quatre meilleures équipes des qualifications courent les unes contre les autres (1 contre 4, 2 contre 3), tandis que les autres équipes courent également les unes contre les autres (5 contre 8, 6 contre 7). Les deux vainqueurs des duels entre les quatre meilleures équipes accèdent à la finale pour la médaille d'or (FA). Parmi les 6 autres équipes, les deux meilleures accèdent à la médaille de bronze (FB) et les autres équipes accèdent aux matches de classements.
| Rang | Série | Pays             | Cyclistes                                                                     | Résultat       | Notes      |
| ---- | ----- | ---------------- | ----------------------------------------------------------------------------- | -------------- | ---------- |
| 1    | 4     | Australie        | Oliver Bleddyn Sam Welsford Conor Leahy Kelland O'Brien                       | 3 min 40 s 730 | FA, RM, RO |
| 2    | 3     | Grande-Bretagne  | Ethan Hayter Oliver Wood Daniel Bigham Ethan Vernon                           | 3 min 42 s 151 | FA         |
| 3    | 3     | Danemark         | Tobias Aagaard Hansen Niklas Larsen Carl-Frederik Bévort Rasmus Lund Pedersen | 3 min 42 s 803 | FB         |
| 4    | 4     | Italie           | Simone Consonni Filippo Ganna Francesco Lamon Jonathan Milan                  | 3 min 43 s 205 | FB         |
| 5    | 2     | France           | Thomas Boudat Benjamin Thomas Thomas Denis Valentin Tabellion                 | 3 min 45 s 531 |            |
| 6    | 1     | Nouvelle-Zélande | Aaron Gate Keegan Hornblow Tom Sexton Campbell Stewart                        | 3 min 43 s 776 |            |
| 7    | 1     | Belgique         | Lindsay De Vylder Fabio Van den Bossche Tuur Dens Noah Vandenbranden          | 3 min 45 s 685 |            |
| 8    | 2     | Canada           | Dylan Bibic Mathias Guillemette Michael Foley Carson Mattern                  | 3 min 49 s 245 |            |

### Finales
| Rang                               | Pays            | Cyclistes                                                | Résultat       | Notes |
| ---------------------------------- | --------------- | -------------------------------------------------------- | -------------- | ----- |
| Médaille d'or, Jeux olympiques     | Australie       | Oliver Bleddyn Sam Welsford Conor Leahy Kelland O'Brien  | 3 min 42 s 067 |       |
| Médaille d'argent, Jeux olympiques | Grande-Bretagne | Ethan Hayter Charlie Tanfield Daniel Bigham Ethan Vernon | 3 min 44 s 394 |       |

| Rang                                | Pays     | Cyclistes                                                                     | Résultat       | Notes |
| ----------------------------------- | -------- | ----------------------------------------------------------------------------- | -------------- | ----- |
| Médaille de bronze, Jeux olympiques | Italie   | Simone Consonni Filippo Ganna Francesco Lamon Jonathan Milan                  | 3 min 44 s 197 |       |
| 4                                   | Danemark | Tobias Aagaard Hansen Niklas Larsen Carl-Frederik Bévort Rasmus Lund Pedersen | 3 min 46 s 138 |       |

| Rang | Pays             | Cyclistes                                                     | Résultat       | Notes |
| ---- | ---------------- | ------------------------------------------------------------- | -------------- | ----- |
| 5    | Nouvelle-Zélande | Aaron Gate Keegan Hornblow Tom Sexton Campbell Stewart        | 3 min 44 s 741 |       |
| 6    | France           | Thomas Boudat Benjamin Thomas Thomas Denis Valentin Tabellion | 3 min 47 s 697 |       |

| Rang | Pays     | Cyclistes                                                            | Résultat       | Notes |
| ---- | -------- | -------------------------------------------------------------------- | -------------- | ----- |
| 7    | Canada   | Dylan Bibic Mathias Guillemette Michael Foley Carson Mattern         | 3 min 54 s 517 |       |
| 8    | Belgique | Lindsay De Vylder Fabio Van den Bossche Tuur Dens Noah Vandenbranden | DNF            |       |